# Poręba (Pszczyna)
Pour les articles homonymes, voir Poręba (homonymie).
Poręba est une localité polonaise de la gmina et du powiat de Pszczyna en voïvodie de Silésie.